# Jaroslav Němec (technik)
Jaroslav Němec (15. března 1921 Horažďovice – 2. března 2005) byl český technik a malíř. Byl zakladatelem a dlouholetým vedoucím Katedry materiálů Fakulty jaderné a fyzikálně inženýrské ČVUT v Praze. Byl jedním z otců československého jaderného programu. Jeho hlavním oborem byla mechanika a nauka o materiálu.